# ليليان ناعسي
ليليان ناعسي إعلامية لبنانية

## حياتها
ولدت في جديدة المتن، درست الأدب العربي في جامعة " Notre Dame du Mont Carmel" هي شقيقة الإعلامية جوسلين إيليا.[بحاجة لمصدر]

## مشوارها المهني
دخلت مجال الإعلام بعد حصولها على وظيفة في إذاعة جبل لبنان عام 1983 خلال الإجازة المدرسية، أول برنامج قدمته بعنوان «المجتمع امرأة» وكان يعنى بمقابلة النساء اللبنانيات الفاعلات في المجتمع، حاصلة على لقب ملكة جمال جبل لبنان عام 1985، أول برنامج قدمته في التلفزيون كان على شاشة إم تي في اللبنانية بعنوان «بدون موعد»، حاورت فيه الكثير من الفنانين اللبنانيين والعرب، استكملت مسيرتها في شبكة أوربت الإعلامية وقدمت برامج أولها ” جار القمر” وأهمها برنامج «عيون بيروت» على قناة اليوم، حتى عام 2018
انتقلت للعمل في إذاعة «البلد إف إم» وقامت بإعداد وتقديم برنامج «صباح البلد»، وبرنامج أسبوعي على إذاعة لبنان الرسمية.

## البرامج التي قدمتها

### في التلفزيون
| البرنامج                     | عرض على            |
| ---------------------------- | ------------------ |
| بدون موعد                    | إم تي في اللبنانية |
| من كل وادي عصا               | إم تي في اللبنانية |
| أحلى الأيام                  | إم تي في اللبنانية |
| جار القمر                    | قناة فن            |
| استديو أوربت                 | قناة اليوم         |
| مهرجان أوربت للأغنية العربية | قناة اليوم         |
| عيون بيروت                   | قناة اليوم         |

### في الإذاعة
| البرنامج         | عرض على         |
| ---------------- | --------------- |
| المجمتع إمرأة    | إذاعة جبل لبنان |
| جمعة الساعة خمسة | ميلودي          |
| كافيين           | ميلودي          |